# Mistrzostwa świata w futbolu flagowym kobiet
Mistrzostwa świata w futbolu flagowym kobiet – cyklicznie rozgrywane turnieje najlepszych żeńskich reprezentacji krajowych w futbolu flagowym na świecie, organizowane od 2002 roku przez Międzynarodową Federację Futbolu Amerykańskiego. W mistrzostwach uczestniczą pięcioosobowe drużyny. Obrońca tytułu i gospodarz turnieju, mają zagwarantowane prawo uczestnictwa w imprezie bez eliminacji, które wyłaniają pozostałych finalistów. Pierwsza edycja odbyła się w 2002 roku w Austrii.

## Wyniki
| Rok  | Kraj       |                   | Finał | Finał             | Finał     |        | Mecz o trzecie miejsce | Mecz o trzecie miejsce | Mecz o trzecie miejsce |
| Rok  | Kraj       | Zwycięzca         | Wynik | Finalista         | Trzeci    | Wynik  | Czwarty                |                        |                        |
| 2002 | Austria    | Szwecja           | –     | Francja           |           | –      |                        |                        |                        |
| 2004 | Francja    | Meksyk            | 42–12 | Finlandia         | Szwecja   | 6–0    | Francja                |                        |                        |
| 2006 | Korea Płd. | Francja           | 46–32 | Japonia           | Finlandia | 45–33  | Szwecja                |                        |                        |
| 2008 | Kanada     | Meksyk            | 27–18 | Kanada            | Francja   | 19–13  | Stany Zjednoczone      |                        |                        |
| 2010 | Kanada     | Kanada            | 31–18 | Stany Zjednoczone | Austria   | 33–20v | Meksyk                 |                        |                        |
| 2012 | Szwecja    | Meksyk            | 33–32 | Stany Zjednoczone | Francja   | 39–27  | Austria                |                        |                        |
| 2014 | Włochy     | Kanada            | 32–21 | Stany Zjednoczone | Austria   | 34–20  | Meksyk                 |                        |                        |
| 2016 | USA        | Panama            | 35–22 | Austria           | Meksyk    | 41–20  | Kanada                 |                        |                        |
| 2018 | Panama     | Stany Zjednoczone | 27–12 | Panama            | Kanada    | 19–13  | Meksyk                 |                        |                        |
| 2021 | Izrael     | Stany Zjednoczone | 31–21 | Meksyk            | Austria   | 26–13  | Brazylia               |                        |                        |

### Tabela medalowa
| L.p. | Kraj              | Złoty | Srebrny | Brązowy | Medale |
| ---- | ----------------- | ----- | ------- | ------- | ------ |
| 1.   | Meksyk            | 3     | 1       | 1       | 5      |
| 2.   | Stany Zjednoczone | 2     | 3       | 0       | 5      |
| 3.   | Kanada            | 2     | 1       | 1       | 4      |
| 4.   | Francja           | 1     | 1       | 2       | 4      |
| 5.   | Austria           | 0     | 1       | 3       | 4      |
| 6.   | Panama            | 1     | 1       | 0       | 2      |
| 7.   | Szwecja           | 1     | 0       | 1       | 2      |
| 8.   | Finlandia         | 0     | 1       | 1       | 2      |
| 9.   | Japonia           | 0     | 1       | 0       | 1      |